# Xanthorhoe sajanaria
Xanthorhoe sajanaria là một loài bướm đêm trong họ Geometridae.